# Das Casting
Das Casting (jap. オーディション, Ōdishon [= Audition]) ist ein Roman von Ryū Murakami. Er erschien erstmals 1997 auf Japanisch, 2013 auch in einer deutschsprachigen Übersetzung im Septime-Verlag.

## Inhalt
Der 42-jährige Shigeharu Aoyama möchte sieben Jahre nach dem Tod seiner Frau wieder arbeiten. Er hat beruflich eine kleine Videoproduktionsfirma aufgebaut. 
Zuerst versucht er, Frauen aus seiner Bekanntschaft zu treffen und besucht sogar eine Geschäftspartnerin in Wittenberg. Nachdem diese Versuche erfolglos ausgehen, kommt ihm die Idee, Frauen unter dem Vorwand eines Filmcastings kennenzulernen.
Unter den Einsendungen für das Casting fällt ihm besonders Asami Yamasaki auf. Er verabredet sich mit ihr zu gemeinsamen Abendessen, in denen sie ihm von ihrer schwierigen Kindheit und den Misshandlungen ihres Stiefvaters erzählt. Erst die Aufnahme auf eine Ballettschule habe ihr wieder einen Sinn im Leben gegeben. Bei einem Treffen gesteht Shigeru Asami seine wahren Absichten, woraufhin sie das Treffen abbricht.
Asami entschuldigt sich später bei Shigeru dafür und trifft sich wieder in einem Hotel mit ihm. Dabei kommt es zum Geschlechtsverkehr zwischen den beiden, aber Shigeru fällt dabei in Ohnmacht, da ihm Asami ein Medikament verabreicht hat. Als er wieder zu sich kommt, ist Asami längst abgereist. Shigeru sieht einen Zettel, auf dem Asami ihn der Lüge bezichtigt. Sie bricht zudem für längere Zeit den Kontakt mit ihm ab.
Als Shigeru in seinem Haus Musik hört, besucht ihn Asami. Sie treibt mit Shigeru sadistische Spiele und tötet Shigerus Hund. Zum Schluss befiehlt Shigeru seinem Sohn, Asami zu töten, was dieser auch tut.

## Verfilmung
Das Casting wurde 1999 unter dem Titel Audition von Takashi Miike verfilmt.

## Kritik
„Murakami entlädt Spannung in exzessiver Brutalität. Doch gerade mit dieser schematischen Entladung macht Murakami sich zu einem Teil jener Kultur der Extreme, die er kritisiert. Die Reise in den Abgrund wird nicht, wie auf dem Buchrücken angedeutet, zu einem Albtraum, sondern zu einem Sturzflug mit harter Landung.“